# Sandy Bridge
A tecnologia Intel de processadores Intel Sandy Bridge foi chamada de segunda geração da familía Intel Core. A Intel foi capaz de alcançar com a nova arquitetura em base de 32 nanômetros e melhorias significativas na eficiência energética. O novo Vector Extensions Avançado (AVX) está em aplicativos de ponto flutuante (FPU) que prevêem um processamento mais rápido de instruções. As instruções AES que ensinam a criptografia correspondente a um aumento significativo na performance, não estão incluídas em todos os processadores Sandy Bridge. Só oferecem Core i5 e i7 esta unidade, que é apoiada por exemplo, TrueCrypt 7.0a. Core i3 e Pentium não possuem.
Todos os processadores Sandy Bridge tem um núcleo gráfico integrado, que é equipado com doze threads, dependendo do CPU ou GPU e seis unidades. A solução para jogos exigentes, mas não energia suficiente. Os modelos K podem ser facilmente melhorados graças a o livre multiplicador de overclocking. Dada a função boost-turbo integrada é provável que essa propriedade para a maioria dos usuários, não desempenham um papel importante. S e T-35 variantes são, respectivamente, com 65 watts em comparação com os modelos padrão com 95 watts de energia mais eficiente.
A Intel tem feito mudanças técnicas nos âmbito dos núcleos de unidade central de processamento com isso ganhamos um desempenho considerável. Com sandy bridge a Intel incorporou a unidade de processamento gráfico para o silício mesmo que os núcleos da unidade central de processamento. A GPU se comunica com os núcleos por barramentos em anel de alta velocidade e este GPU é compatível com Microsoft directx 10.1 tambem mais rápido que o anterior gráfico integrador da Intel.

## Micro arquitetura unificada
Os processadores da linha sandy brigde unificam tudo, incluindo os núcleos de processamento, controlador de memória, cachê do ultimo nível (LLC) e gráficos e processamento de media em um único chip.

## Grafico e de mídia de desempenho
Essa tecnologia inclui um motor gráfico mais poderoso a fim de um aceleramento do processamento 3D, fornecendo um desempenho incomparável para video HD e gráficos de jogos em 3D. Essa tecnologia forneceu  um salto gigantesco para usuários finais usarem e abusarem do nível de qualidade visual em sua época de lançamento 

## Um novo nível de controle
Os processadores Sandy Brigde controlam o desempenho de potência para as unidades de processamento central e a unidade de processamento gráfico, auxiliando exatamente onde o desempenho é necessário.

## Processadores e desempenho
O overclock é possível, e aumenta o desempenho entre 5 a 7%, sem falhas em outros componentes. A Intel pretendeu lançar uma edição limitada da microarquitetura permitindo que os processadores atinjam frequências de clock ainda maiores: Sandy Bridge rodando a 4,9 GHz no resfriamento a ar.

## Arquitetura
Como já comentado anteriormente a arquitetura Sandy Bridge é uma evolução da arquitetura Nehalem usada anteriormente pela Intel.
A Sandy Bridge traz uma importante novidade: a solução de integração do controle de vídeo e PCI Express que antigamente eram presentes nos processadores mas em encapsulamentos distintos, nessa arquitetura é integrado no mesmo chip do processador o controlador de vídeo e de PCI Express.
Os processadores com essa tecnologia possuem também um anel para se comunicarem, já que não existe uma comunicação direta entre os componentes as informações são colocadas nesse anel e ele é responsável para entregar ao destinatário. Esse anel é chamado de cache L3.
Com essa nova arquitetura veio também um novo Socket para os processadores que a usam, o Socket 1155 que substituiu o 1156..

## Características
As principais características da microarquitetura Sandy Bridge estão resumidas abaixo:
- Os primeiros modelos tem tecnologia de 32 nm;
- Arquitetura em anel;
- Novo cache de microinstruções decodificadas (cache L0, capaz de armazenar 1.536 microinstruções, o que equivale a mais ou menos 6 kB);
- Cache L1 de instruções de 32 kB e cache L1 de dados de 32 kB por núcleo (nenhuma mudança em relação à arquitetura Nehalem);
- O cache de memória L2 foi renomeado para “cache intermediário” (MLC, Mid-Level Cache) com 256 kB por núcleo;
- O cache L3 agora é chamado “cache de último nível” (LLC, Last Level Cache) e não é mais unificado, e é compartilhado entre os núcleos do processador e o processador gráfico;
- Nova geração da tecnologia Turbo Boost;
- Novo conjunto de instruções AVX (Advanced Vector Extensions ou Extensões de Vetor Avançadas);
- Controlador de vídeo aprimorado;
- Controlador de memória DDR3 de dois canais redesenhado, suportando memórias até DDR3-1333;
- Controlador de memória PCI Express integrado suportando uma pista x16 e duas pistas x8 (nenhuma mudança em relação à arquitetura Nehalem);
- Os primeiros modelos utilizam um novo soquete com 1155 pinos.[1]

## Modelos

### Desktop
| Mercado alvo              | Núcleos (Threads) | Processador Marca e modelo | Processador Marca e modelo | CPU Clock | CPU Clock | Gráficos Clock | Gráficos Clock | Cache L3 | TDP   | Lançamento Data (ano-mês-dia) | Preço (Dólar) | Placa-mãe | Placa-mãe        | Placa-mãe                   |
| Mercado alvo              | Núcleos (Threads) | Processador Marca e modelo | Processador Marca e modelo | Normal    | Turbo     | Normal         | Turbo          | Cache L3 | TDP   | Lançamento Data (ano-mês-dia) | Preço (Dólar) | Soquete   | Interface        | Memória                     |
| ------------------------- | ----------------- | -------------------------- | -------------------------- | --------- | --------- | -------------- | -------------- | -------- | ----- | ----------------------------- | ------------- | --------- | ---------------- | --------------------------- |
| Extremo / Alto desempenho | 6 (12)            | Core i7 Extreme            | 3960X                      | 3.3 GHz   | 3.9 GHz   | —              | —              | 15 MB    | 130 W | 2011-11-14                    | $999          | LGA 2011  | DMI 2.0 PCIe 3.0 | Até quatro canais DDR3-1600 |
| Extremo / Alto desempenho | 6 (12)            | Core i7                    | 3930K                      | 3.2 GHz   | 3.8 GHz   | —              | —              | 12 MB    | 130 W | 2011-11-14                    | $583          | LGA 2011  | DMI 2.0 PCIe 3.0 | Até quatro canais DDR3-1600 |
| Extremo / Alto desempenho | 4 (8)             | Core i7                    | 3820                       | 3.6 GHz   | 3.9 GHz   | —              | —              | 10 MB    | 130 W | Q1 2012                       | $294          | LGA 2011  | DMI 2.0 PCIe 3.0 | Até quatro canais DDR3-1600 |
| Performance               | 4 (8)             | Core i7                    | 2700K                      | 3.5 GHz   | 3.9 GHz   | 850 MHz        | 1350 MHz       | 8 MB     | 95 W  | 2011-10-24                    | $332          | LGA 1155  | DMI 2.0 PCIe 2.0 | Até dois canais DDR3-1333   |
| Performance               | 4 (8)             | Core i7                    | 2600K                      | 3.4 GHz   | 3.8 GHz   | 850 MHz        | 1350 MHz       | 8 MB     | 95 W  | 2011-1-9                      | $317          | LGA 1155  | DMI 2.0 PCIe 2.0 | Até dois canais DDR3-1333   |
| Performance               | 4 (8)             | Core i7                    | 2600                       | 3.4 GHz   | 3.8 GHz   | 850 MHz        | 1350 MHz       | 8 MB     | 95 W  | 2011-1-9                      | $294          | LGA 1155  | DMI 2.0 PCIe 2.0 | Até dois canais DDR3-1333   |
| Performance               | 4 (8)             | Core i7                    | 2600S                      | 2.8 GHz   | 3.8 GHz   | 850 MHz        | 1350 MHz       | 8 MB     | 65 W  | 2011-1-9                      | $306          | LGA 1155  | DMI 2.0 PCIe 2.0 | Até dois canais DDR3-1333   |
| Performance               | 4 (4)             | Core i5                    | 2500K                      | 3.3 GHz   | 3.7 GHz   | 850 MHz        | 1100 MHz       | 6 MB     | 95 W  | 2011-1-9                      | $216          | LGA 1155  | DMI 2.0 PCIe 2.0 | Até dois canais DDR3-1333   |
| Performance               | 4 (4)             | Core i5                    | 2500                       | 3.3 GHz   | 3.7 GHz   | 850 MHz        | 1100 MHz       | 6 MB     | 95 W  | 2011-1-9                      | $205          | LGA 1155  | DMI 2.0 PCIe 2.0 | Até dois canais DDR3-1333   |
| Performance               | 4 (4)             | Core i5                    | 2500S                      | 2.7 GHz   | 3.7 GHz   | 850 MHz        | 1100 MHz       | 6 MB     | 65 W  | 2011-1-9                      | $216          | LGA 1155  | DMI 2.0 PCIe 2.0 | Até dois canais DDR3-1333   |
| Performance               | 4 (4)             | Core i5                    | 2500T                      | 2.3 GHz   | 3.3 GHz   | 650 MHz        | 1250 MHz       | 6 MB     | 45 W  | 2011-1-9                      | $216          | LGA 1155  | DMI 2.0 PCIe 2.0 | Até dois canais DDR3-1333   |
| Performance               | 4 (4)             | Core i5                    | 2400                       | 3.1 GHz   | 3.4 GHz   | 850 MHz        | 1100 MHz       | 6 MB     | 95 W  | 2011-1-9                      | $184          | LGA 1155  | DMI 2.0 PCIe 2.0 | Até dois canais DDR3-1333   |
| Performance               | 4 (4)             | Core i5                    | 2405S                      | 2.5 GHz   | 3.3 GHz   | 850 MHz        | 1100 MHz       | 6 MB     | 65 W  | 2011-5-22                     | $205          | LGA 1155  | DMI 2.0 PCIe 2.0 | Até dois canais DDR3-1333   |
| Performance               | 4 (4)             | Core i5                    | 2400S                      | 2.5 GHz   | 3.3 GHz   | 850 MHz        | 1100 MHz       | 6 MB     | 65 W  | 2011-1-9                      | $195          | LGA 1155  | DMI 2.0 PCIe 2.0 | Até dois canais DDR3-1333   |
| Performance               | 4 (4)             | Core i5                    | 2320                       | 3.0 GHz   | 3.3 GHz   | 850 MHz        | 1100 MHz       | 6 MB     | 95 W  | 2011-9-4                      | $177          | LGA 1155  | DMI 2.0 PCIe 2.0 | Até dois canais DDR3-1333   |
| Performance               | 4 (4)             | Core i5                    | 2310                       | 2.9 GHz   | 3.2 GHz   | 850 MHz        | 1100 MHz       | 6 MB     | 95 W  | 2011-5-22                     | $177          | LGA 1155  | DMI 2.0 PCIe 2.0 | Até dois canais DDR3-1333   |
| Performance               | 4 (4)             | Core i5                    | 2300                       | 2.8 GHz   | 3.1 GHz   | 850 MHz        | 1100 MHz       | 6 MB     | 95 W  | 2011-1-9                      | $177          | LGA 1155  | DMI 2.0 PCIe 2.0 | Até dois canais DDR3-1333   |
| Mainstream                | 2 (4)             | Core i5                    | 2390T                      | 2.7 GHz   | 3.5 GHz   | 650 MHz        | 1100 MHz       | 3 MB     | 35 W  | 2011-2-20                     | $195          | LGA 1155  | DMI 2.0 PCIe 2.0 | Até dois canais DDR3-1333   |
| Mainstream                | 2 (4)             | Core i3                    | 2120T                      | 2.6 GHz   | —         | 650 MHz        | 1100 MHz       | 3 MB     | 35 W  | 2011-9-4                      | $127          | LGA 1155  | DMI 2.0 PCIe 2.0 | Até dois canais DDR3-1333   |
| Mainstream                | 2 (4)             | Core i3                    | 2100T                      | 2.5 GHz   | —         | 650 MHz        | 1100 MHz       | 3 MB     | 35 W  | 2011-2-20                     | $127          | LGA 1155  | DMI 2.0 PCIe 2.0 | Até dois canais DDR3-1333   |
| Mainstream                | 2 (4)             | Core i3                    | 2130                       | 3.4 GHz   | —         | 850 MHz        | 1100 MHz       | 3 MB     | 65 W  | 2011-9-4                      | $138          | LGA 1155  | DMI 2.0 PCIe 2.0 | Até dois canais DDR3-1333   |
| Mainstream                | 2 (4)             | Core i3                    | 2125                       | 3.3 GHz   | —         | 850 MHz        | 1100 MHz       | 3 MB     | 65 W  | 2011-9-4                      | $134          | LGA 1155  | DMI 2.0 PCIe 2.0 | Até dois canais DDR3-1333   |
| Mainstream                | 2 (4)             | Core i3                    | 2120                       | 3.3 GHz   | —         | 850 MHz        | 1100 MHz       | 3 MB     | 65 W  | 2011-2-20                     | $138          | LGA 1155  | DMI 2.0 PCIe 2.0 | Até dois canais DDR3-1333   |
| Mainstream                | 2 (4)             | Core i3                    | 2105                       | 3.1 GHz   | —         | 850 MHz        | 1100 MHz       | 3 MB     | 65 W  | 2011-5-22                     | $134          | LGA 1155  | DMI 2.0 PCIe 2.0 | Até dois canais DDR3-1333   |
| Mainstream                | 2 (4)             | Core i3                    | 2102                       | 3.1 GHz   | —         | 850 MHz        | 1100 MHz       | 3 MB     | 65 W  | Q2 2011                       |               | LGA 1155  | DMI 2.0 PCIe 2.0 | Até dois canais DDR3-1333   |
| Mainstream                | 2 (4)             | Core i3                    | 2100                       | 3.1 GHz   | —         | 850 MHz        | 1100 MHz       | 3 MB     | 65 W  | 2011-2-20                     | $117          | LGA 1155  | DMI 2.0 PCIe 2.0 | Até dois canais DDR3-1333   |
| Mainstream                | 2 (2)             | Pentium                    | G860                       | 3.0 GHz   | —         | 850 MHz        | 1100 MHz       | 3 MB     | 65 W  | 2011-9-4                      | $86           | LGA 1155  | DMI 2.0 PCIe 2.0 | Até dois canais DDR3-1333   |
| Mainstream                | 2 (2)             | Pentium                    | G850                       | 2.9 GHz   | —         | 850 MHz        | 1100 MHz       | 3 MB     | 65 W  | 2011-5-24                     | $86           | LGA 1155  | DMI 2.0 PCIe 2.0 | Até dois canais DDR3-1333   |
| Mainstream                | 2 (2)             | Pentium                    | G840                       | 2.8 GHz   | —         | 850 MHz        | 1100 MHz       | 3 MB     | 65 W  | 2011-5-24                     | $75           | LGA 1155  | DMI 2.0 PCIe 2.0 | Até dois canais DDR3-1333   |
| Mainstream                | 2 (2)             | Pentium                    | G632                       | 2.7 GHz   | —         | 850 MHz        | 1100 MHz       | 3 MB     | 65 W  | Q3 2011                       |               | LGA 1155  | DMI 2.0 PCIe 2.0 | Até dois canais DDR3-1333   |
| Mainstream                | 2 (2)             | Pentium                    | G630                       | 2.7 GHz   | —         | 850 MHz        | 1100 MHz       | 3 MB     | 65 W  | 2011-9-4                      | $75           | LGA 1155  | DMI 2.0 PCIe 2.0 | Até dois canais DDR3-1333   |
| Mainstream                | 2 (2)             | Pentium                    | G622                       | 2.6 GHz   | —         | 850 MHz        | 1100 MHz       | 3 MB     | 65 W  | Q2 2011                       |               | LGA 1155  | DMI 2.0 PCIe 2.0 | Até dois canais DDR3-1333   |
| Mainstream                | 2 (2)             | Pentium                    | G620                       | 2.6 GHz   | —         | 850 MHz        | 1100 MHz       | 3 MB     | 65 W  | 2011-5-24                     | $64           | LGA 1155  | DMI 2.0 PCIe 2.0 | Até dois canais DDR3-1333   |
| Mainstream                | 2 (2)             | Pentium                    | G630T                      | 2.3 GHz   | —         | 650 MHz        | 1100 MHz       | 3 MB     | 35 W  | 2011-9-4                      | $70           | LGA 1155  | DMI 2.0 PCIe 2.0 | Até dois canais DDR3-1333   |
| Mainstream                | 2 (2)             | Pentium                    | G620T                      | 2.2 GHz   | —         | 650 MHz        | 1100 MHz       | 3 MB     | 35 W  | 2011-5-24                     | $70           | LGA 1155  | DMI 2.0 PCIe 2.0 | Até dois canais DDR3-1333   |
| Mainstream                | 2 (2)             | Celeron                    | G540                       | 2.5 GHz   | —         | 850 MHz        | 1000 MHz       | 2 MB     | 65 W  | 2011-9-4                      | $52           | LGA 1155  | DMI 2.0 PCIe 2.0 | Até dois canais DDR3-1333   |
| Mainstream                | 2 (2)             | Celeron                    | G530                       | 2.4 GHz   | —         | 850 MHz        | 1000 MHz       | 2 MB     | 65 W  | 2011-9-4                      | $42           | LGA 1155  | DMI 2.0 PCIe 2.0 | Até dois canais DDR3-1333   |
| Mainstream                | 2 (2)             | Celeron                    | G530T                      | 2.0 GHz   | —         | 650 MHz        | 1000 MHz       | 2 MB     | 35 W  | 2011-9-4                      | $47           | LGA 1155  | DMI 2.0 PCIe 2.0 | Até dois canais DDR3-1333   |
| Mainstream                | 1 (1)             | Celeron                    | G440                       | 1.6 GHz   | —         | 650 MHz        | 1000 MHz       | 1 MB     | 35 W  | 2011-9-4                      | $37           | LGA 1155  | DMI 2.0 PCIe 2.0 | Até dois canais DDR3-1333   |

Significado sufixos:
- K - Desbloqueado (multiplicador da CPU ajustável até 57X)
- S - Desempenho otimizado (baixa potência com 65W TDP)
- T - Baixo comsumo de energia (35-45W TDP)
- X - Extreme performance (multiplicador da CPU ajustável (não tem limite)